# Cazaux-Villecomtal
Cazaux-Villecomtal ist eine französische Gemeinde mit 72 Einwohnern (Stand 1. Januar 2022) im Département Gers in der Region Okzitanien (vor 2016: Midi-Pyrénées). Sie gehört zum Arrondissement Mirande und zum Kanton Pardiac-Rivière-Basse. Die Einwohner werden Cazalais und Cazalaises genannt.

## Geographie
Cazaux-Villecomtal liegt circa 20 Kilometer südwestlich von Mirande in der historischen Provinz Armagnac an der Grenze zum Département Hautes-Pyrénées.
Umgeben wird Cazaux-Villecomtal von den fünf Nachbargemeinden:
|                         | Sembouès                                    |                 |
| Buzon (Hautes-Pyrénées) | Kompassrose, die auf Nachbargemeinden zeigt | Blousson-Sérian |
|                         | Beccas                                      | Malabat         |

Cazaux-Villecomtal liegt im Einzugsgebiet des Flusses Adour.
Der Arros, einer seiner Nebenflüsse, durchquert das Gebiet der Gemeinde zusammen mit seinem Nebenfluss, dem Mandrou.

## Einwohnerentwicklung
Nach Beginn der Aufzeichnungen stieg die Einwohnerzahl bis zur ersten Hälfte des 19. Jahrhunderts auf einen Höchststand von rund 300. In der Folgezeit sank die Größe der Gemeinde bei zwischenzeitlichen Erholungsphasen bis heute.
| Jahr                       | 1962 | 1968 | 1975 | 1982 | 1990 | 1999 | 2006 | 2011 | 2020 |
| Einwohner                  | 105  | 98   | 92   | 94   | 91   | 83   | 82   | 91   | 72   |
| Quellen: Cassini und INSEE |      |      |      |      |      |      |      |      |      |

## Sehenswürdigkeiten
- Pfarrkirche Saint-Martin mit folgenden Ausstattungsstücken, die aus dem 18. Jahrhundert stammen und seit dem 28. Juli 2005 als Monument historique klassifiziert sind:
  - ein Schrank als Verschluss des Taufbeckens,
  - eine Kanzel und
  - der Sitz des Zelebranten.[3]

## Wirtschaft und Infrastruktur

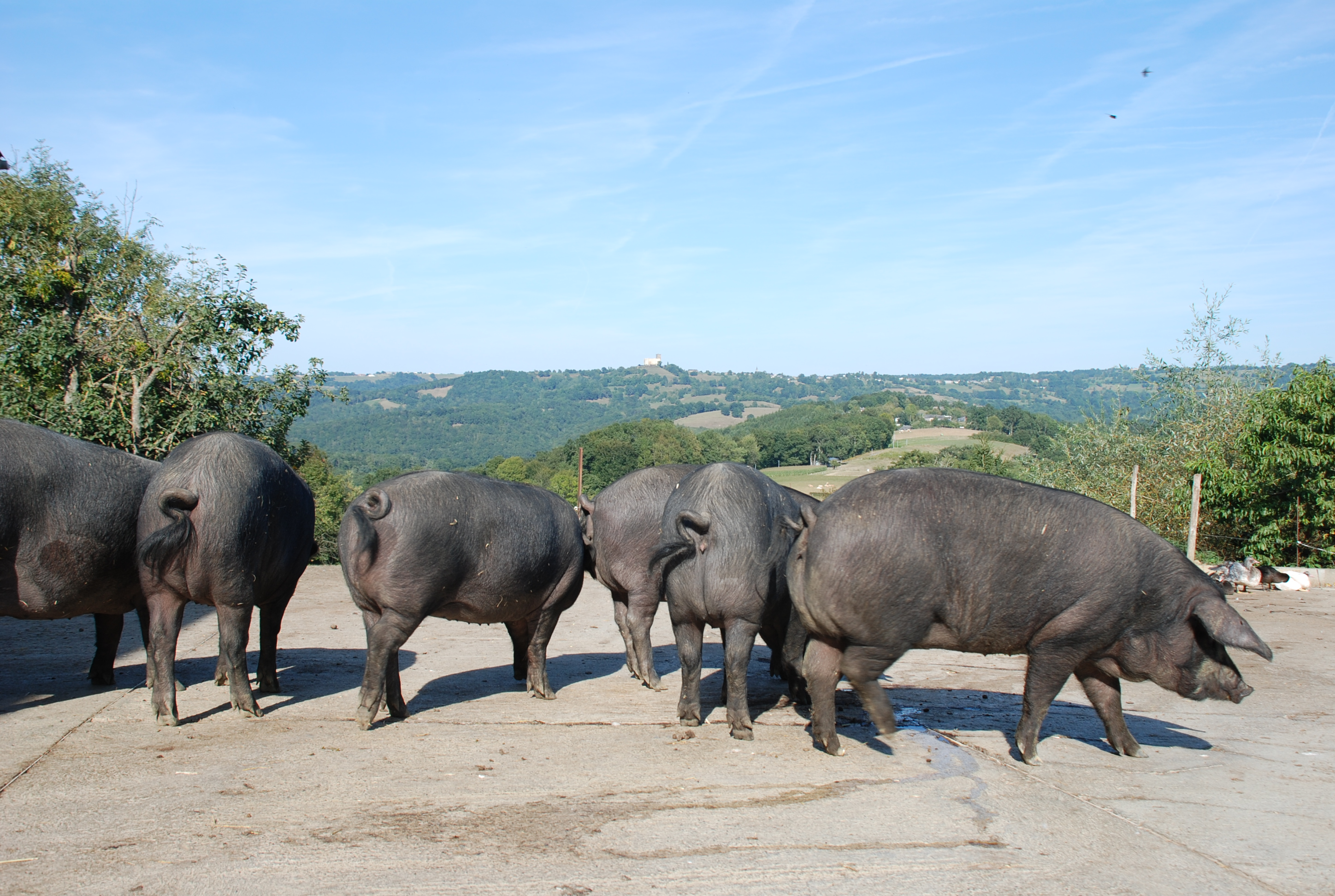
Porcs Noirs de Bigorre

Cazaux-Villecomtal liegt in den Zonen AOC der Schweinerasse Porc noir de Bigorre und des Schinkens Jambon noir de Bigorre.

### Verkehr
Cazaux-Villecomtal ist über die Routes départementales 38, 224 und 280 erreichbar.